# Eduard Anatolyevich Khil
Eduard Anatolyevich Khil (tiếng Nga: Эдуард Анатольевич Хиль; 4 tháng 9 năm 1934 – 4 tháng 6 năm 2012) là một nam ca sĩ của Liên Xô và Nga, Nghệ sĩ nhân dân Cộng hòa Xã hội chủ nghĩa Xô viết Liên bang Nga. Trải qua tuổi thơ khó khăn nhưng nhờ tài năng sẵn có, người nghệ sĩ này đã từng có một thời kỳ nhiều chục năm ca hát hăng say trước lúc Liên Xô tan rã. Vài năm trước khi qua đời, ông lại được công chúng nhiều nơi quan tâm nhờ một video lan truyền trên mạng.

## Thiếu thời
Ông sinh ngày 4 tháng 9 năm 1934 tại Smolensk, là con của người thợ cơ khí Anatoly Vasilievich Khil và kế toán viên Yelena Pavlovna Kalugina. Khi gia đình tan vỡ, ông theo ở với mẹ. Ông và mẹ ly tán nhau trong thời Thế chiến thứ hai. Người ta đưa Khil vào trại chăm sóc trẻ em ở Benkovo, tỉnh Penza, một nơi thiếu thốn nhu yếu phẩm. Dẫu vậy, ông thường xuyên biểu diễn cho các chiến sĩ bị thương tại một bệnh viện gần đó xem. Năm 1943, ông đoàn tụ với mẹ khi phát xít Đức bại trận ở Smolensk. Năm 1949, họ chuyển đến sống ở Leningrad và tại đây, ông ghi danh và tốt nghiệp lớp in ấn. Năm 1955, Khil vào học Nhạc viện Leningrad và tốt nghiệp vào năm 1960. Lúc còn ở trường, ông đã tham gia nhiều vai chính trong các vở opera, chẳng hạn vai Figaro trong vở Đám cưới của Figaro.

## Sự nghiệp
Sau khi ra trường, ông tìm thấy đam mê với nhạc đại chúng sau khi tham dự buổi hòa nhạc của nữ ca sĩ Klavdiya Shulzhenko. Khil thường biểu diễn những bài hát thuộc thể loại nhạc nhẹ, nhạc quần chúng của các nhạc sĩ như Arkady Ostrovsky hay Andrey Petrov. Ông có trong tay nhiều giải thưởng, như chiến thắng Cuộc thi biểu diễn toàn Nga năm 1962, giải nhì Liên hoan nhạc quốc tế Sopot năm 1965. Năm 1967, nhạc sĩ Andrey Petrov thắng Giải thưởng nhà nước Liên Xô với bộ sưu tập các ca khúc chủ yếu do Khil trình bày. Ông được phong tặng danh hiệu Nghệ sĩ ưu tú của Nga năm 1968, Huân chương Cờ đỏ Lao động năm 1971 và danh hiệu Nghệ sĩ nhân dân năm 1974. Ông thành công đến nỗi công chúng gọi ông là "Biểu tượng của Lenigrad".
Từ năm 1977 đến 1979, Khil dạy thanh nhạc tại Học viện nghệ thuật nhà nước Sankt-Peterburg. Ông đã lưu diễn trên 80 quốc gia.
Sau năm 1990, sự nghiệp của ông bị gián đoạn và có thời gian ông phải sang Paris làm ca sĩ trong cabaret để kiếm sống. Về già, ông nghỉ hưu và tưởng chừng đã chìm vào quên lãng cho đến khi video của bài hát "Tôi rất vui mừng vì cuối cùng cũng sắp về đến nhà" (tiếng Nga: "Я очень рад, ведь я, наконец, возвращаюсь домой", chuyển tự Latinh: "Ja ochen' rad, ved' ja, nakonec, vozvrashhajus' domoj") của Arkady Ostrovsky, do ông biểu diễn năm 1976 được đăng trên YouTube vào cuối năm 2009. Video này nhanh chóng trở thành hiện tượng Internet và thu hút hàng triệu lượt xem. Điểm đặc biệt của bài hát này là ở chỗ, lời bài hát không có gì ngoài những từ vô nghĩa. Nguyên thủy lời bài hát kể về một anh chàng tên John lái chiếc mustang băng qua những đồng cỏ mênh mông ở nước Mỹ để đến gặp cô người yêu tên Mary ở Kentucky – tại đó cô đang đan vớ len và chờ đợi anh. Tuy nhiên, do lo lắng cơ quan chức năng của Liên Xô sẽ xem ca khúc là luận điệu thân Mỹ và ra lệnh cấm nên Khil và nhạc sĩ Ostrovsky đã rút lại lời bài hát, nhưng họ cũng không viết được lời nào thay thế. Vì thế, ca khúc "Trololol" (theo cách gọi của người dùng Internet) ra đời.
Năm 2009, nhân sinh nhật thứ 75 của Eduard Khil, Liên bang Nga trao tặng cho ông Huân chương Vì các đóng góp cho Tổ quốc hạng tư. Năm 2010, ông biểu diễn trong lễ duyệt binh nhân Ngày chiến thắng ở thành phố Sankt-Peterburg.
Năm 2012, ông bị đột quỵ, dẫn tới tổn thương não. Ông qua đời vào ngày 4 tháng 6 năm 2012.

### Bài hát và phong cách
Eduard Khil là nghệ sĩ đầu tiên biểu diễn các ca khúc như "Tiều phu" ("Лесорубы", "Lesoruby"), "Tôi rất vui mừng vì cuối cùng tôi đã về đến nhà", "Đá mặt trăng" ("Лунный камень", "Lunnyj kamen"), "Những thành phố màu xanh" ("Голубые города", "Golubye goroda"), "Bài ca tình bạn" ("Песня о друге", "Pesnja o druge"), "Và những người đi biển" ("А люди уходят в море", "A ljudi uhodjat v more"),... Một số bài hát phổ biến khác là "Tổ quốc bắt đầu nơi đâu?" ("С чего начинается Родина?", "S chego nachinaetsja Rodina?"), "Tiễn tàu xa bến" ("Как провожают пароходы", "Kak provozhajut parohody"), "Mùa đông" ("Зима", "Zima"), "Nhựa cây bạch dương" ("Берёзовый сок", "Berjozovyj sok"), "Đấy là phép lạ" ("Такое чудо", "Takoe chudo"),... Ông sở hữu giọng nam trung vang và sáng, có phong cách biểu diễn độc đáo, duyên dáng, tràn đầy niềm vui và lạc quan.

## Gia đình
Ông kết hôn với nghệ sĩ ballet Zoya Pravdina vào tháng 12 năm 1958. Hai ông bà có một con trai tên Dmitri (sinh năm 1963), cũng là một nghệ sĩ. Cháu trai sinh năm 1997 cũng được đặt tên là Eduard.